# З мамою
«З мамою» — драматична стрічка 2013 року. Вперше фільм продемонстрували на Сараєвському кінофестивалі.

## Сюжет
Близько десяти років пройшло після війни. Вольова жінка Ясна тривалий час бореться з раком молочної залози. Стан жінки погіршився й надії на порятунок майже не має. Чоловік не може прийняти факт неминучої втрати дружини. Старша донька Беріна, молода художниця, нещодавно відкрила свою сексуальність і хоче жити повноцінним життям, тому постійно свариться з мамою. Водночас дівчина намагається знайти власний метод боротьби з хворобою. Молодша донька закривається в собі. Ясна живе в щасливих спогадах про минуле, що робить її більш агресивною з близькими.

## У ролях
| Актор         | Роль   |
| ------------- | ------ |
| Марія Пікич   | Беріна |
| Міра Фурлан   | Ясна   |
| Едіна Кордич  | Луна   |
| Бранко Джурич | Младен |
| Саня Вейнович | Кача   |
| Ігор Скравица | Тарік  |

## Створення фільму

### Виробництво
Зйомки фільму проходили в Сараєві, Боснія і Герцеговина.

### Знімальна група
- Кінорежисер — Фарук Лончаревич
- Сценарист — Фарук Лончаревич
- Кінопродюсери — Амра Бакшич Чамо, Адіс Дяпо
- Кінооператор — Олег Муту
- Кіномонтаж — Наташа Дамнянович, Реджинальд Шимек
- Художники-постановники — Осман Арсланагич
- Художник по костюмах — Лейла Грахо
- Підбір акторів — Тімка Грін[2].

## Сприйняття
Рейтинг стрічки на Internet Movie Database становить 6,8/10 на основі 43 голосів.